# Cuerpo de Reconocimiento, Inteligencia y Combate
El Cuerpo de Reconocimiento, Inteligencia y Combate (en hebreo: חיל האיסוף הקרבי ) es una unidad militar táctica de las fuerzas terrestres de las FDI, su misión es la recolección de inteligencia militar en el campo de batalla. 
Debido a la necesidad de reunir información de inteligencia en los campos de batalla, se mantienen las unidades de información de campo, que se ocupan de la vigilancia, el reconocimiento militar, la recopilación de información, la neutralización de la inteligencia enemiga y el contraespionaje. 
En la escuela de inteligencia de campo, los soldados reciben una intensa instrucción militar previa en tácticas de combate para la infantería, y a continuación, llevan a cabo cursos de formación especializados: en el campo de la navegación, la observación, la exploración del terreno, el reconocimiento militar, el arte del camuflaje, las diferentes artes marciales y las tácticas de las fuerzas especiales. A continuación, los soldados son destinados a las diferentes unidades de recolección de inteligencia, que están repartidas por todo el país. 
El Cuerpo de Reconocimiento, Inteligencia y Combate, usa varios métodos y sistemas de observación, para hacer efectiva la recolección de datos, la detección de posibles amenazas, y la monitarización de sospechosos; entre ellos hay que mencionar: globos, sistemas de vigilancia, sensores biométricos, cámaras de seguridad, vehículos aéreos no tripulados (UAV), y sistemas de seguimiento y localización de objetivos militares.
- Datos: Q2910761
- Multimedia: Israel Combat Intelligence Corps / Q2910761